# VEI-skalaen
VEI-skalaen (fra eng. Volcanic Explosivity Index scale) er en skala, som giver et relativt mål for vulkanske udbruds eksplosivitet.
Skalaen er udarbejdet af Chris Newhall fra U.S. Geological Survey og Steve Self fra University of Hawaii i 1982.
Videnskabeligt klassificeres vulkanske udbrud efter deres styrke. Ved bestemmelse af den relative styrke anvendes VEI-skalaen. Målingerne er baseret på udslip af vulkansk materiale, hvor højt op i Jordens atmosfære materialet slynges, samt udbruddets varighed.
Skalaen er logaritmisk, hvilket eksempelvis betyder at målingen VEI 2 er ti gange kraftigere end VEI 1.

## Eksempler på klassificerede udbrud
| VEI | Volumen         | Klassificering            | Beskrivelse    | Vulkansky   | Frekvens    | Eksempel                                                | Antal udbrud i de sidste 10.000 år* |
| --- | --------------- | ------------------------- | -------------- | ----------- | ----------- | ------------------------------------------------------- | ----------------------------------- |
| 0   | < 10 000 m³     | Hawaiisk udbrud           | ikke eksplosiv | < 100 m     | konstant    | Mauna Loa                                               | mange                               |
| 1   | > 10 000 m³     | Hawaii/Strombolisk udbrud | lille          | 100-1.000 m | daglig      | Stromboli                                               | mange                               |
| 2   | > 1 000 000 m³  | Strombolisk/Vulkansk      | eksplosiv      | 1-5 km      | ugentlig    | Mount Ruapehu (2007)                                    | 3477*                               |
| 3   | > 10 000 000 m³ | Vulkansk/Peléesk          | alvorlig       | 3-15 km     | årlig       | Nevado del Ruiz (en) (1985)                             | 868                                 |
| 4   | > 0,1 km³       | Peléesk/Pliniansk         | kataklysmisk   | 10-25 km    | ≥ 10 år     | Eyjafjallajökull (2010)Katla, Island(536)               | 421                                 |
| 5   | > 1 km³         | Pliniansk                 | paroxysmal     | > 25 km     | ≥ 50 år     | Mount St. Helens (1980)                                 | 166                                 |
| 6   | > 10 km³        | Pliniansk/Ultra-Pliniansk | kolossal       | > 25 km     | ≥ 100 år    | Laki (1783)                                             | 51                                  |
| 7   | > 100 km³       | Pliniansk/Ultra-Pliniansk | super-kolossal | > 25 km     | ≥ 1.000 år  | Tambora (1815)                                          | 5 (+2 antaget)                      |
| 8   | > 1000 km³      | Ultra-Pliniansk           | mega-kolossal  | > 25 km     | ≥ 10.000 år | Taupō (en) (26.500 f.Kr.), Toba for ca. 70.000 år siden | 0                                   |

Antal VEI 2- og VEI 3-udbrud i de sidste 10.000 år baserer sig på 1994-tal fra Global Volcanism Program fra Smithsonian Institution. Antal udbrud større end VEI 3 i de sidste 10.000 år baserer sig på institutionens 2010-tal.